# Liste der Einträge im National Register of Historic Places im Brown County (South Dakota)

Lage des Brown Countys in South Dakota

Die Liste der Einträge im National Register of Historic Places im Brown County, South Dakota nennt die 44 Anwesen und historischen Distrikte, die im Brown County des US-Bundesstaates South Dakota in das National Register of Historic Places eingetragen sind. Ein Eintrag wurde aus dem Register entfernt, weil das Bauwerk inzwischen abgerissen wurde.

## Bestehende Einträge
| [ 1 ] | Name                                                       | Bild                                                    | Eintragsdatum                 | Lage | Ort                  | Beschreibung |
| ----- | ---------------------------------------------------------- | ------------------------------------------------------- | ----------------------------- | --- | -------------------- | ------------ |
| 1     | Aberdeen Commercial Historic District                      | weitere Bilder                                          | 23. Mai 1988 ID-Nr. 88000586  | 1-523 South Main Street 45° 27′ 44″ N, 98° 29′ 16″ W                                                        | Aberdeen             |              |
| 2     | Aberdeen Highlands Historic District                       | Aberdeen Highlands Historic District                    | 5. Juni 1975 ID-Nr. 75001710  | beide Seiten der North Main Street zwischen 12th und 15th Avenue, N.E. 45° 28′ 46″ N, 98° 29′ 15″ W         | Aberdeen             |              |
| 3     | Aberdeen Historic District                                 | Aberdeen Historic District                              | 5. Juni 1975 ID-Nr. 75001711  | beide Seiten von 3rd-6th Avenue sowie Jay, Kline und Arch Street 45° 27′ 38″ N, 98° 28′ 55″ W               | Aberdeen             |              |
| 4     | Augustana Swedish Lutheran Church                          | Augustana Swedish Lutheran Church                       | 20. Dez. 1988 ID-Nr. 88002842 | 4.5 miles south of Claremont 45° 36′ 4″ N, 98° 0′ 2″ W                                                      | Claremont            |              |
| 5     | Aurland United Norwegian Lutheran Church                   | weitere Bilder                                          | 16. Apr. 1982 ID-Nr. 82003916 | südöstlich von Frederick 45° 46′ 13,6″ N, 98° 24′ 54,7″ W                                                   | Frederick            |              |
| 6     | William G. Bickelhaupt House                               | weitere Bilder                                          | 19. Okt. 1989 ID-Nr. 89001727 | 1003 South Jay 45° 27′ 16,3″ N, 98° 28′ 59,7″ W                                                             | Aberdeen             |              |
| 7     | Brown County Courthouse                                    | weitere Bilder                                          | 3. Juni 1976 ID-Nr. 76001718  | First Avenue 45° 27′ 52″ N, 98° 29′ 10″ W                                                                   | Aberdeen             |              |
| 8     | Brown Hall                                                 | Brown Hall                                              | 7. Feb. 1990 ID-Nr. 89002336  | Main Street 45° 43′ 54,8″ N, 98° 29′ 49,6″ W                                                                | Barnard              |              |
| 9     | Brown's Post                                               |                                                         | 27. Mai 1988 ID-Nr. 88000583  | Adresse nicht veröffentlicht                                                                                | Sisseton             |              |
| 10    | Colin Campbell Post                                        |                                                         | 27. Mai 1988 ID-Nr. 88000584  | Adresse nicht veröffentlicht                                                                                | Frederick            |              |
| 11    | Chicago, Milwaukee, St. Paul and Pacific Railroad Depot    | Chicago, Milwaukee, St. Paul and Pacific Railroad Depot | 20. Sep. 1977 ID-Nr. 77001238 | Main Street und Railroad Avenue 45° 27′ 56″ N, 98° 29′ 20″ W                                                | Aberdeen             |              |
| 12    | Dakota Farmer Building                                     | weitere Bilder                                          | 1. Aug. 1984 ID-Nr. 84003221  | 1216 South Main Street 45° 27′ 7,2″ N, 98° 29′ 18,9″ W                                                      | Aberdeen             |              |
| 13    | Easton’s Castle                                            | Easton’s Castle                                         | 1. März 1973 ID-Nr. 73001736  | 1210 Second Avenue, N.W. 45° 28′ 7″ N, 98° 30′ 15″ W                                                        | Aberdeen             |              |
| 14    | Finnish Apostolic Lutheran Church                          | weitere Bilder                                          | 31. Mai 1984 ID-Nr. 84003223  | 101 Street und 392 Avenue 45° 55′ 23,8″ N, 98° 23′ 38,3″ W                                                  | Frederick            |              |
| 15    | John H. Firey House                                        | weitere Bilder                                          | 23. März 1995 ID-Nr. 95000277 | 418 South Arch Street 45° 27′ 37,6″ N, 98° 28′ 51,8″ W                                                      | Aberdeen             |              |
| 16    | First United Methodist Church                              | First United Methodist Church                           | 28. Mai 1976 ID-Nr. 76001719  | S. Lincoln St. und SE. 5th Ave. 45° 27′ 36″ N, 98° 29′ 12″ W                                                | Aberdeen             |              |
| 17    | Foght-Murdy House                                          | Foght-Murdy House                                       | 23. März 1995 ID-Nr. 95000276 | 1403 S. Main St. 45° 27′ 18″ N, 98° 29′ 17″ W                                                               | Aberdeen             |              |
| 18    | Paul and Fredriika Geranen Farm                            |                                                         | 13. Nov. 1985 ID-Nr. 85003498 | östlich von Frederick 45° 51′ 0″ N, 98° 24′ 48″ W                                                           | Frederick            |              |
| 19    | Great Northern Railway Passenger and Freight Depot         | Great Northern Railway Passenger and Freight Depot      | 27. Jan. 1983 ID-Nr. 83003002 | 1 Court St. 45° 27′ 54″ N, 98° 29′ 7″ W                                                                     | Aberdeen             |              |
| 20    | Anna Herron Farm                                           |                                                         | 30. Juni 1995 ID-Nr. 95000778 | 2,5 km östlich des Highway 18 am County Highway 21 bei Groton 45° 23′ 11″ N, 98° 11′ 47″ W                  | West Hanson Township |              |
| 21    | Art Karl Farm                                              |                                                         | 7. Juli 1995 ID-Nr. 95000777  | südöstliche Ecke der Kreuzung von Highway 14 und Highway 21 bei Aberdeen 45° 23′ 10″ N, 98° 24′ 41″ W       | West Gem Township    |              |
| 22    | Margaret and Maurice Lamont House                          | weitere Bilder                                          | 23. März 1995 ID-Nr. 95000281 | 515 S. Arch St. 45° 27′ 34,3″ N, 98° 28′ 49,6″ W                                                            | Aberdeen             |              |
| 23    | Martilla-Pettingel and Gorder General Merchandise Store    | weitere Bilder                                          | 13. Nov. 1985 ID-Nr. 85003490 | 312 Main St. 45° 49′ 57,1″ N, 98° 30′ 21,2″ W                                                               | Frederick            |              |
| 24    | Masonic Temple                                             | Masonic Temple                                          | 29. Mai 1980 ID-Nr. 80003719  | 503 S. Main St. 45° 27′ 35″ N, 98° 29′ 15″ W                                                                | Aberdeen             |              |
| 25    | McGregor House                                             | weitere Bilder                                          | 8. Juni 2005 ID-Nr. 05000591  | 621 S. Kline St. 45° 27′ 29,6″ N, 98° 28′ 54,9″ W                                                           | Aberdeen             |              |
| 26    | McKenzie-Cassels House                                     |                                                         | 13. Feb. 1986 ID-Nr. 86000242 | 508 N. 3rd St. 45° 27′ 4″ N, 98° 5′ 49″ W                                                                   | Groton               |              |
| 27    | Minneapolis and St. Louis Railroad Depot                   | Minneapolis and St. Louis Railroad Depot                | 28. Sep. 1976 ID-Nr. 76001720 | 1100 S. Main St. 45° 27′ 14″ N, 98° 29′ 17″ W                                                               | Aberdeen             |              |
| 28    | Modern Woodmen of America Hall                             |                                                         | 7. Juli 1995 ID-Nr. 95000775  | nordwestliche Ecke der Kreuzung von Main Street und 2nd Street 45° 14′ 35″ N, 98° 33′ 46″ W                 | Mansfield            |              |
| 29    | George Pfutzenreuter House                                 |                                                         | 21. Juni 1990 ID-Nr. 90000955 | 411 3rd St. 45° 52′ 54″ N, 98° 9′ 9″ W                                                                      | Hecla                |              |
| 30    | Plana School                                               |                                                         | 7. Juli 1995 ID-Nr. 95000773  | 11 km nördlich des U.S. Highway 12 und 1,5 km östlich des County Highway 16 45° 31′ 4,1″ N, 98° 18′ 33,8″ W | Plana                |              |
| 31    | Melchior Ryman Farm                                        |                                                         | 30. Juni 1995 ID-Nr. 95000771 | 3 km westlich des Highway 281, 5 km nördlich von Mansfield 45° 17′ 13″ N, 98° 33′ 30″ W                     | Mansfield            |              |
| 32    | Savo Hall-Finnish National Society Hall                    | weitere Bilder                                          | 13. Nov. 1985 ID-Nr. 85003494 | 104 St. und 391 Ave. 45° 52′ 46,9″ N, 98° 24′ 51,2″ W                                                       | Savo Township        |              |
| 33    | Simmons House                                              | Simmons House                                           | 1. Aug. 1984 ID-Nr. 84003224  | 1408 S. Main St. 45° 27′ 1″ N, 98° 29′ 19″ W                                                                | Aberdeen             |              |
| 34    | South Dakota Dept. of Transportation Bridge No. 07-009-060 |                                                         | 9. März 2000 ID-Nr. 00000185  | Straße über den Elm Dam Spillway 45° 51′ 7″ N, 98° 42′ 22″ W                                                | Frederick            |              |
| 35    | South Dakota Dept. of Transportation Bridge No. 07-220-454 |                                                         | 9. März 2000 ID-Nr. 00000184  | Straße über den Mud Creek 45° 16′ 13″ N, 98° 17′ 16″ W                                                      | Stratford            |              |
| 36    | South Dakota Dept. of Transportation Bridge No. 07-268-030 |                                                         | 9. März 2000 ID-Nr. 00000186  | Straße über den James River 45° 53′ 35″ N, 98° 10′ 33″ W                                                    | Hecla                |              |
| 37    | South Dakota Dept. of Transportation Bridge No. 07-304-414 |                                                         | 9. März 2000 ID-Nr. 00000187  | Straße über die Ferney Ravine 45° 20′ 19″ N, 98° 5′ 43″ W                                                   | Ferney               |              |
| 38    | Trinity Episcopal Church                                   |                                                         | 27. Jan. 1983 ID-Nr. 83003003 | Third Avenue East und Third Street North 45° 26′ 55″ N, 98° 5′ 54″ W                                        | Groton               |              |
| 39    | US Post Office and Courthouse-Aberdeen                     | weitere Bilder                                          | 4. Okt. 2006 ID-Nr. 06000931  | 102 Forth Avenue, S.E. 45° 27′ 39,2″ N, 98° 29′ 8,8″ W                                                      | Aberdeen             |              |
| 40    | Alonzo Ward Hotel                                          | Alonzo Ward Hotel                                       | 17. Juni 1982 ID-Nr. 82003915 | 104 South Main Street 45° 27′ 50″ N, 98° 29′ 17″ W                                                          | Aberdeen             |              |
| 41    | Welsh Presbyterian Church                                  |                                                         | 6. Juli 1995 ID-Nr. 95000776  | 11 km nördlich des Highway 12 und 1,5 km östlich des Highway 16 45° 31′ 8″ N, 98° 18′ 39″ W                 | Plana                |              |
| 42    | Gustav and Mary Werth House                                | weitere Bilder                                          | 28. Juni 1991 ID-Nr. 91000846 | 1502 North Dakota Street 45° 28′ 52,5″ N, 98° 28′ 27″ W                                                     | Aberdeen             |              |
| 43    | Western Union Building                                     | weitere Bilder                                          | 12. Dez. 1976 ID-Nr. 76001721 | 21-23 South Main Street 45° 27′ 52″ N, 98° 29′ 15″ W                                                        | Aberdeen             |              |
| 44    | Wylie Park Pavilion                                        | weitere Bilder                                          | 26. Jan. 1978 ID-Nr. 78002540 | nördlich von Aberdeen abseits des U.S. Highway 281 45° 29′ 21,9″ N, 98° 30′ 59,7″ W                         | Aberdeen             |              |

## Frühere Einträge
| [ 1 ] | Name                                                       | Bild | Eintragsdatum                | Lage                                                                                 | Ort          | Beschreibung              |
| ----- | ---------------------------------------------------------- | ---- | ---------------------------- | ------------------------------------------------------------------------------------ | ------------ | ------------------------- |
| 1     | South Dakota Dept. of Transportation Bridge No. 07-091-330 |      | 9. März 2000 ID-Nr. 00000183 | US 12 über den Gleisen der State of South Dakota RR 45° 27′ 29,3″ N, 98° 10′ 15,6″ W | bei Aberdeen | 2005 durch Neubau ersetzt |

## Belege
1. 1 2  Die Nummerierung in dieser Listenspalte ist an der vom National Park Service vorgelegten Reihenfolge der Einträge orientiert; die Farben unterscheiden verschiedene Schutzgebietstypen des Nationalparksystems mit landesweiter Bedeutung (z. B. National Historic Landmarks) von den sonstigen Einträgen im National Register of Historic Places.
2. ↑  National Register Information System. In: National Register of Historic Places. National Park Service, abgerufen am 24. April 2008 (englisch).
3. ↑  Siehe Photo
4. ↑  The NRHP nominating form gibt 515–516 Main Street als Adresse an.  Das Frederick Area Business Directory gibt jedoch die Adresse mit 312 Main St. (siehe "Community Store" im Abschnitt "Groceries").  Ein Photo von 2017 zeigt den Laden an der Main direkt östlich der 3rd Avenue.
5. ↑  Siehe Photo